# Antipas de Pergame
Pour les articles homonymes, voir Antipas.
Antipas de Pergame est un personnage du Ier siècle (mort en 83 ou en 92 à Pergame) vénéré comme saint par les Églises catholique et orthodoxe. Son nom signifie « comme le père » ou « à la place du père ». Évêque de Pergame, il a été martyrisé sous Domitien, vers 83. La tradition relate qu'il aurait été brûlé vif dans un taureau d'airain, communément utilisé par la population païenne de Pergame dans des rites de rejet des démons.
Mention est faite de lui dans l'Apocalypse de saint Jean, chapitre 2 verset 13 :

« À l'ange de l'Église de Pergame, écris : Ainsi parle celui qui possède l'épée acérée à double tranchant. Je sais où tu demeures : là est le trône de Satan. Mais tu tiens ferme à mon nom et tu n'as pas renié ma foi, même aux jours d'Antipas, mon témoin fidèle, qui fut mis à mort chez vous, là où demeure Satan. »

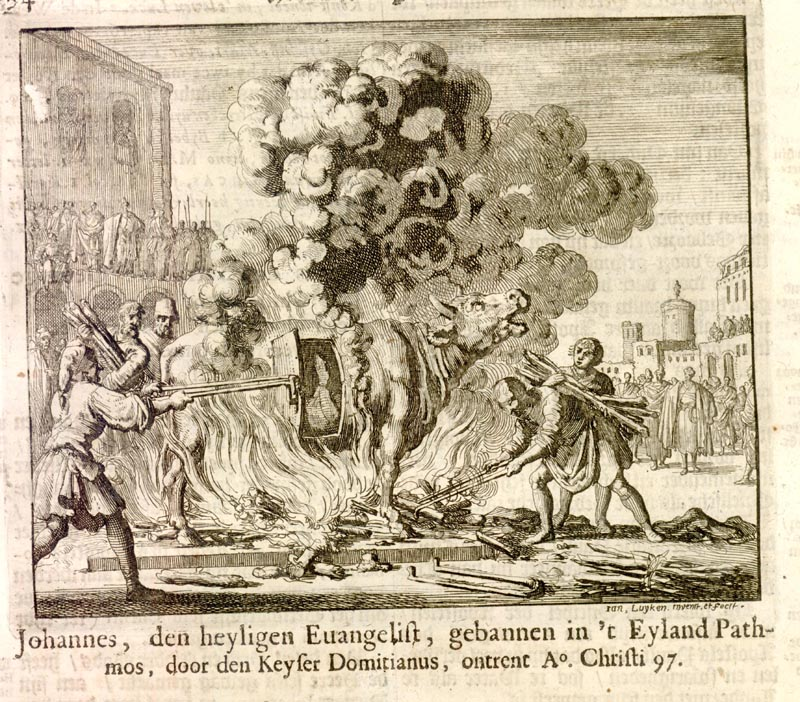
Le martyre d'Antipas.

Il est fêté dans les Églises d'Orient et d'Occident le 11 avril.
Fin 2021, en raison « du lien évident entre son nom et le refus du passe, qu’il soit sanitaire ou vaccinal », il est choisi comme saint patron par le Réseau Antipas, un mouvement catholique français d'opposition à l'« ordre sanitaire et autoritaire » mis en place en France et « dans différents pays » durant la pandémie de Covid-19,.